# Регламент Рим II
Регламент Рим II № 864/2007 (англ. Rome II Regulation) является регламентом ЕС, содержащим коллизионное регулирование вопросов определения права, применимого к внедоговорным обязательствам. Регламент Рим II (вступил в силу 11 января 2009 года) представляет собой гармонизацию коллизионных норм ЕС по гражданским и торговым делам в области внедоговорных обязательств (за некоторыми исключениями). Регламент регулирует следующие вопросы: определения права, применимого к деликтам, обязательствам вследствие неосновательного обогащения, ведения чужих дел без поручения и действий до заключения договора (culpa in contrahendo). Регламент в соответствии со статьёй 3 носит «универсальный характер», то есть, право, к которому отсылает Регламент Рим II, применяется даже в том случае, если оно не является правом одного из государств-членов ЕС. Помимо того, Регламент устанавливает, что в определённых обстоятельствах и при выполнении определённых условий, стороны могут выбрать право, применимое к внедоговорным обязательствам. Аналогичные правила были установлены Римской конвенцией 1980 года о праве, применимом к договорным обязательствам, которая была заменена Регламентом Рим I о праве, применимом к договорным обязательствам № 593/2008.

## История Регламента
До принятия Регламента Рим II для выбора применимого права к внедоговорным обязательствам главным образом применялся принципв европейских странах имел принцип «lex loci delicti commissi» (право места совершения деликта). Однако расширение торгового оборота приводит к сложностям в применении указанного принципа и становится источником неопределённости в отношении права, подлежащего применению.
Представленный комиссией в июле 2003 года, изменённый текст Регламента Рим II был принят 11 июля 2007 года и опубликован в официальном издании ЕС — Official Journal of the European Union — 31 июля 2007 года. На разработку документа ушло более 30 лет — вопрос об унификации коллизионных норм по внедоговорным обязательствам был поставлен ещё в период работы над проектом Римской конвенции. В соответствии со статьёй 32 Регламент вступил в силу с 11 января 2009 года (за исключением статьи 29, которая начала применяться с 11 июля 2008 года).

## Сфера применения
Регламент применяется при определении применимого права при коллизии законов в отношении внедоговорных обязательств в гражданских и торговых отношениях.
Не применяется к налоговым, таможенным и административным отношениям, а также к ответственности государства за действия или бездействия, совершённые при осуществлении публичной власти («acta iure imperii»).
Регламент устанавливает некоторые исключения из сферы применения: внедоговорные обязательства в рамках семейного права, наследования, оборотных ценных бумаг, правового регулирования юридических лиц, доверительной собственности, причинения вреда ядерными материалами, посягательств на частную жизнь и личные неимущественные права.

## Понятие внедоговорного обязательства
Преамбула Регламента (п. 11) принимает во внимание тот факт, что понятие внедоговорного обязательства разнится от одного государства-члена к другому, поэтому при его толковании необходимо прибегать к автономной квалификации.
В соответствии с Регламентом вредом является любой ущерб, возникающий из деликта, неосновательного обогащения, действий в чужом интересе без поручения или действий до заключения договора (culpa in contrahendo).

## Коллизионные привязки Регламента

### Общее правило
Lex loci damni. Правом, применяемым к внедоговорному обязательству, возникающему вследствие причинения вреда, является право страны, где наступает вред.
Изъятия: 1) лицо, привлекаемое к ответственности, и лицо, которому нанесён вред, в момент наступления вреда имеют своё обычное место жительства в одной и той же стране — право страны обычного места жительства; 2) наличие тесной связи внедоговорного обязательства с правом страны, иной чем в страны места наступления вреда и страны обычного места жительства отличном от рассмотренных случаев.

### Ответственность за продукцию (product liability)
К данным обязательствам применяется:
- Право страны, где лицо, которому причинён вред, имеет своё обычное место жительства, если продукция была выпущена на рынок в этой стране; или, при невыполнении данного условия:
- Право страны, где была приобретена продукция, если продукция была выпущена на рынок в этой стране; или, при невыполнении данного условия:
- Право страны, где наступил вред, если продукция была выпущена на рынок в этой стране.
- Если лицо, привлекаемое к ответственности, не могло разумно предвидеть распространения своего товара в страну, право которого должно быть применено, применяется право места жительства лица, привлекаемого к ответственности.
- При наличии «тесной связи» применяется право страны, с которой правоотношение наиболее тесно связано.

### Недобросовестная конкуренция
Правом, применимым к обязательствам, возникающим вследствие недобросовестной конкуренции, является право страны, на территории которой затрагиваются конкурентные отношения или коллективные интересы потребителей.
- Если недобросовестной конкуренцией затрагивается несколько стран, то истец, предъявляющий иск в суд по месту нахождения домицилия ответчика, может выбрать в качестве применимого права — право суда, в который подаётся иск, при условии, что рынок этого государства также затронут недобросовестной конкуренцией
- При этом к обязательствам, возникающим вследствие недобросовестной конкуренции, стороны самостоятельно выбрать право не могут.

### Причинение вреда окружающей среде
Истец может выбрать право места наступление вреда (lex loci damni) или страны, где произошёл юридический факт (lex loci delicti commissi).

### Интеллектуальная собственность
- Действует принцип «lex loci protectionis» — право страны применительно к которой применяется требование о защите.
- Если нарушение затрагивает весь Европейский союз, то применяется право страны, где было нарушено право (lex loci delicti commissi).

### Производственный конфликт
Применяется право страны, где произошёл конфликт.

### Неосновательное обогащение
Если обязательство из неосновательного обогащения затрагивает другие существующие обязательства между сторонами, тесно связанные с неосновательным обогащением, то выбор права регулируется правилом, применяемым к другим правоотношениям/обязательствам.
- Применение права общего обычного места жительства сторон (обязательство из неосновательного обогащения не затрагивает другие обязательства и стороны имеют своё обычное место жительства в одной и той же стране).
- Если применимое право не может быть определено предыдущими способами, то правом, подлежащим применению, является право страны, где произошло неосновательное обогащение (lex loci delicti commissi).
- При наличии «тесной связи» применяется право страны, с которой правоотношение наиболее тесно связано.

### Действия в чужом интересе без поручения
Если внедоговорное обязательство, возникающее вследствие действий в чужом интересе без поручения затрагивает другие существующие обязательства между сторонами, тесно связанные с этим внедоговорным обязательством, то применяется право, регулирующее уже существующие отношения.
- Если стороны имеют своё обычное место жительства в одной и той же стране, то правом, подлежащим применению, является право этой страны.
- Если применимое право не может быть определено предыдущими способами, то правом, подлежащим применению, является право страны, где были совершены действия в чужом интересе без поручения (lex loci delicti commissi).
- При наличии «тесной связи» применяется право страны, с которой правоотношение наиболее тесно связано.

### Обязательства из действий до заключения договора (culpa in contrahendo)
Правом, подлежащим применению к внедоговорному обязательству, возникающему вследствие деловых переговоров, предшествующих заключению договора (независимо от заключения договора) является право, которое применяется к договору или которое подлежало бы применению к нему, если бы договор был заключён.
Если определить применимое право к договору не представляется возможным, то применяется:
- право страны, где наступает вред, lex loci damni; или
- право страны, где стороны имели своё обычное место жительства, когда произошёл юридический факт, влекущий наступление вреда,
- право страны, с которым правоотношение имеет наиболее тесную связь.

## Отдельные положения

### Сфера действия права, подлежащего применению
Право, подлежащее применению к внедоговорным обязательствам регулирует, в частности, следующие вопросы:
а) условия и объём ответственности, включая определение лиц, которые могут привлекаться к ответственности за совершённые ими действия;
b) основания освобождения от ответственности, ограничения ответственности и распределения ответственности;
с) существование, характер и оценка вреда или требуемое возмещение;
d) в пределах полномочий, предоставленных суду процессуальным правом его государства, меры, которые суд может применять в целях предотвращения, прекращения или возмещения вреда;
e) допустимость передачи права на возмещение вреда, в том числе по наследству;
f) лиц, имеющих право на возмещение причинённого им вреда;
g) ответственность за действия других лиц;
h) порядок прекращения обязательств, а также правила в отношении исковой давности.

### Императивные нормы
Независимо от права, подлежащего применению к соответствующему внедоговорному обязательству, правила Регламента не ограничивают применение судом императивных норм.

### Обычное место жительства
Под обычным местонахождением общества, ассоциации или юридического лица является местонахождение центральной администрации. Обычным местом жительства физического лица, действующего в ходе осуществления своей предпринимательской деятельности, является основное место осуществления им предпринимательской деятельности.

### Обратная отсылка
Применение права любой страны означает применение норм материального, а не коллизионного права.

### Публичный порядок суда
В применении указанной Регламентом нормы права любой страны может быть отказано только в случае, если такое применение является явно не совместимым с публичным порядком государства, судом которого рассматривается спор.